# Grandisoniidae
Grandisoniidae – rodzina płazów z rzędu płazów beznogich (Gymnophiona).

## Zasięg występowania
Rodzina obejmuje gatunki występujące w południowych i północno-wschodnich Indiach, Seszelach, Kamerunie oraz Etiopii.

## Systematyka
We wcześniejszych ujęciach systematycznych dla tego taksonu używano nazwy Indotyphlidae, jednak herpetolodzy Alain Dubois, Annemarie Ohler i Robert Alexander Pyron wykazali, że prawidłową nazwą dla tego taksonu jest Grandisoniidae; obie nazwy zostały zdefiniowane w tej samej pracy, jednak Indotyphlidae został opisany w randze plemienia (Indotyphlini), natomiast Grandisoniidae w randze podrodziny (Grandisoniilae), dlatego zgodnie z artykułem 24 międzynarodowego kodeksu nomenklatury zoologicznej utworzonego przez Międzynarodową Komisją Nomenklatury Zoologicznej pierwszeństwo ma nazwa opublikowana w wyższej randze.

### Podział systematyczny
Do rodziny należą następujące rodzaje:
- Gegeneophis Peters, 1880
- Hypogeophis Peters, 1880
- Idiocranium Parker, 1936 – jedynym przedstawicielem jest Idiocranium russeli Parker, 1936
- Indotyphlus Taylor, 1960
- Praslinia Boulenger, 1909 – jedynym przedstawicielem jest Praslinia cooperi Boulenger, 1909
- Sylvacaecilia Wake, 1987 – jedynym przedstawicielem jest Sylvacaecilia grandisonae (Taylor, 1970)